# Siège de Château-Gaillard (1418-1419)
Guerre de Cent Ans
Batailles
Le siège de château Gaillard (1418-1419) est un épisode de la guerre de Cent Ans, où les forces anglaises sous Henri V d'Angleterre assiègent la forteresse française, défendue par Olivier II de Mauny. Après seize mois de résistance, la garnison capitule le 9 décembre 1419 en raison de la rupture de la dernière corde du puits, privant les assiégés d’eau potable.

## Contexte
En 1418, la guerre de Cent Ans entre dans une phase d’intensification avec la campagne de Henri V d'Angleterre pour conquérir la Normandie. Le château Gaillard, situé aux Andelys sur la Seine, est une forteresse clé construite par Richard Cœur de Lion, considérée comme imprenable. Commandée par Olivier II de Mauny, fidèle au dauphin (futur Charles VII), la garnison résiste face aux Anglais, qui cherchent à sécuriser la région après la prise de Rouen.

## Déroulement
Le siège débute en août 1418 sous la direction d’Henri V d'Angleterre, qui mobilise des forces pour bloquer la forteresse. En 1419, Thomas Beaufort (1er duc d'Exeter), rejoint le roi avec environ 2 000 hommes, renforçant l’assaut. La garnison, sous Olivier II de Mauny, résiste pendant seize mois grâce aux défenses naturelles et aux murailles, mais la situation devient critique lorsque la dernière corde du puits se rompt, coupant l’accès à l’eau potable,. Faute de ressources, la garnison se rend le 9 décembre 1419.

## Conséquences
La chute du château Gaillard marque une étape dans la conquête anglaise de la Normandie. Il passe ensuite entre les mains des deux camps : repris par La Hire en 1429 pour les Français, repris par les Anglais en 1430, avant d’être définitivement reconquis par Charles VII en 1449.